# Estelada
| Estelada |
| --- |
| Blå och röda estelador under 2017 års katalanska nationaldagsdemonstrationer. - Betydelse – separatistisk variant av senyeran - Bakgrund – tidigt 1900-tal (1915) - Varianter – "blå", "röd" samt estrelada (i Aragonien och Valenciaregionen) |

En estelada (estrelada på aragonska och valencianska) är en randig flagga med en stjärna som används i främst politiska syften i Katalonien och vissa andra delar av Spanien.
Esteladan är baserad på den regionala röd-gul-randiga senyeran som ingår i flera spanska regioners officiella flaggor, medan stjärnan har en separatistisk och revolutionär innebörd.[källa behövs]

## Beskrivning och historik
En estelada är en senyera med en tillagd stjärna i någon färg. I likhet med senyeran utgörs den främst av fyra längsgående röda ränder på gul botten. Till skillnad från senyeran har den på den inre kortsidan ett triangulärt fält med en stjärna i mitten. Utformningen sägs vara inspirerad av Kubas flagga, och den katalanska nationalismen upplevde en expansionsperiod i samband med spansk-amerikanska kriget (då Kuba separerade från Spanien). I Kubas huvudstad stadfäste ett antal separatistiska katalanska politiker i oktober 1928 en katalansk författning; tre år senare utropades den första katalanska republiken.
Den äldsta ännu bevarade esteladan är från 1915. Samtidigt i Katalonien existerade då Katalanska samväldet, en på papperet provinsöverskridande samarbetsorganisation som i praktiken syftade till att återupprätta ett katalanskt självstyre.
I juni 2017 presenterade stiftelsen Reeixida ett förslag till standardisering av esteladan och som officiell flagga för en kommande katalansk republik. Flaggvarianten baserade sig på den "vit-blå" esteladan, fast med en liksidig (och inte rätvinklig) triangelflik; triangeln är också i kornblått à la FC Barcelona och inte i mellanblått.

## Användning
Esteladan används i politiskt, ofta secessionistiskt syfte och är inte officiell flagga i någon region. Den katalanska esteladan finns i två varianter, en med en röd stjärna (gärna använd av katalansk politisk vänster) och en med en vit stjärna på blå botten. Dessutom finns en variant i Aragonien och en i Valenciaregionen, men det svaga stödet för separatistiska rörelser i de här båda regionerna har gjort dem mindre kända.
Däremot har de båda katalanska estelada-varianterna under 2010-talet synts flitigt på olika massdemonstrationer i Barcelona och andra katalanska städer. De har ingen officiell användning men tolereras även vid politiska massmöten där separatistiska katalanska politiker framträder. Det allt vanligare estelada-viftandet under matcher med FC Barcelona har lett till dryga böter för klubben.[källa behövs]

## Bildgalleri

Aragonsk nationalism, estrelada aragonesa.
Katalansk nationalism, blå estelada.
Katalansk socialistisk separatism, röd estelada.
Valencisk nationalism, estrelada valenciana.
Stiftelsen Reeixidas variant från 2017.